# 'Tis the Damn Season
«'Tis the Damn Season» (укр. Ця клята пора) — пісня американської співачки Тейлор Свіфт з її дев'ятого студійного альбому Evermore. Композиція була створена Свіфт спільно з американським виконавцем та продюсером Аароном Десснером.
Ця пісня є баладою від першої особи, яка розповідає історію дівчини на ім'я Доротея. Вона переїхала до Лос-Анджелеса, щоб втілити свою мрію: стати голлівудською зіркою. На час різдвяних свят вона повернулась до свого рідного міста, де зустріла свого колишнього коханого. Хоча вона розуміє, що буде вимушена знову покинути місто, вона прагне провести час зі своїм коханим. Історія композиції продовжується у пісні «Dorothea», де дівчина вже досягла успіху, а оповідачем є її колишній коханий. 

## Створення пісні та її вихід

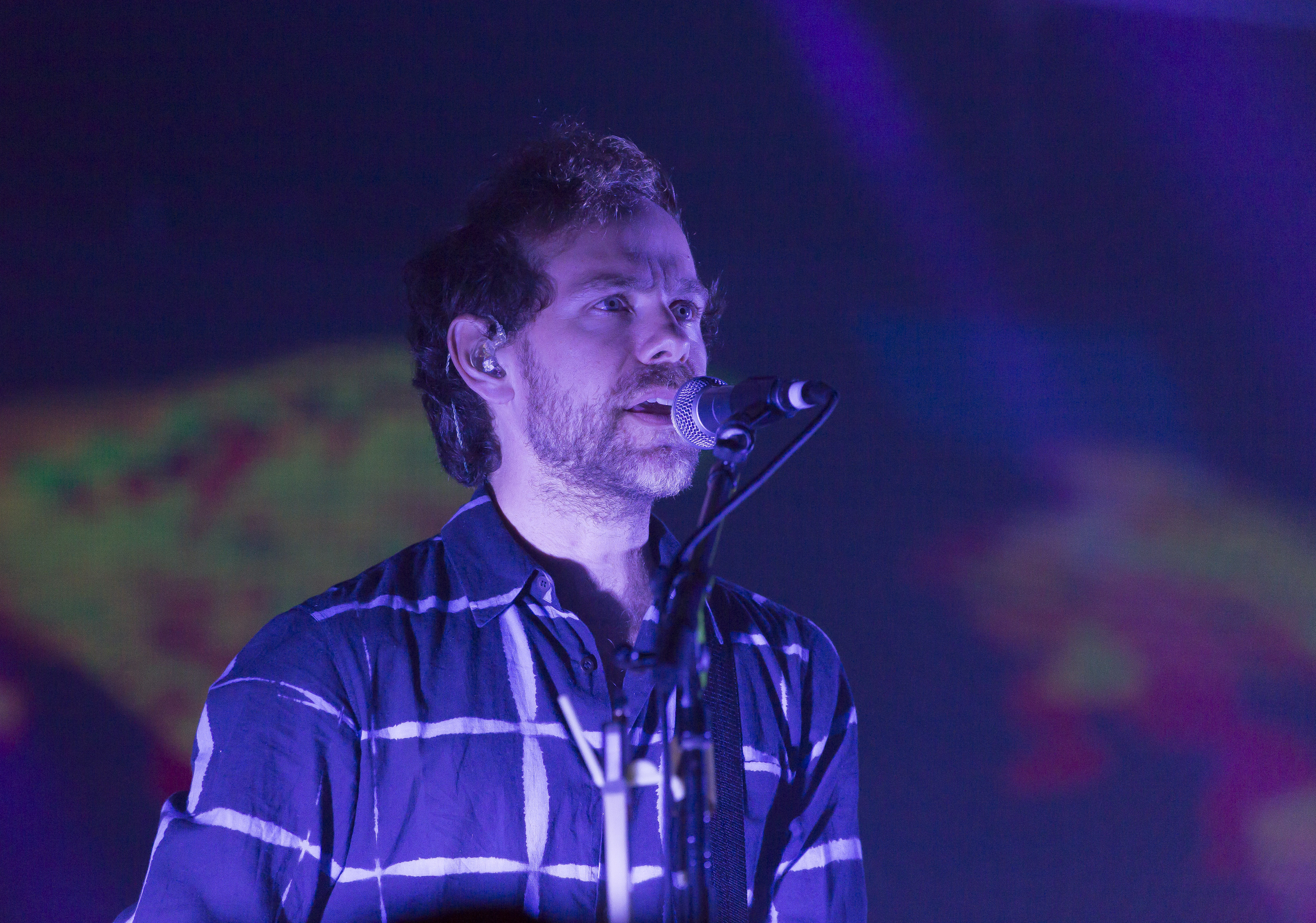
Співавтор та продюсер пісні Аарон Десснер.

У 2020 році під час пандемії COVID-19 Тейлор Свіфт перенесла концерти свого фестивального туру The Lover Fest, згодом повністю скасувавши тур через ризик небезпеки захворювання. За час тривалої самоізоляції вона посвятила себе написанню музики. 24 липня 2020 року вона випустила альбом Folklore, який став для неї першим кроком до фолк-музики. Після завершення зйомок фільму Folklore: The Long Pond Studio Sessions Свіфт спільно з Аароном Десснером та Джеком Антоноффом почали працювати над дев'ятим студійним альбомом співачки під назвою Evermore.
Першу версію мелодії до «'Tis the Damn Season» Аарон Десснер написав за декілька років до створення пісні. За його словами, «якби не Свіфт, її музичні здібності та неймовірна здатність розказувати історії, пісня могла б ніколи не побачити світ». Він додав, що це була одна з пісень, яку вони завершили в перший день після зйомок в студії Long Pond.

## Текст та мелодія
На альбомі Evermore серед інших розповідається історія від імені двох вигаданих персонажів з пісень «'Tis the Damn Season» та «Dorothea». Перша розповідає історію повернення Доротеї до свого рідного міста перед тим, як вона стане відомою голлівудською зіркою.
Композиція починається зі звернення Доротеї: «Якщо я б хотіла знати з ким ти був, коли мене не було, я би тебе спитала». На думку Бріттані Спенос з Rolling Stone це вказує на те, що оповідачка не хоче занадто прив'язуватися до свого співрозмовника. Вона порівняла відносини цих персонажів з тими, що були в романі «Нормальні люди» ірландської письменниці Саллі Руні. Алекс Хоппер з American Songwriter написав, що Свіфт розкриває складність тих відносин, які створилися між оповідачкою та чоловіком, бо для неї це вибір між її коханням та мрією: «І я повернусь до Лос-Анджелесу і так званих друзів / Які напишуть про мене книжки, якщо я колись досягну успіху / І я буду думати про єдину душу, яка знає коли моя посмішка несправжня».

## Виконання наживо

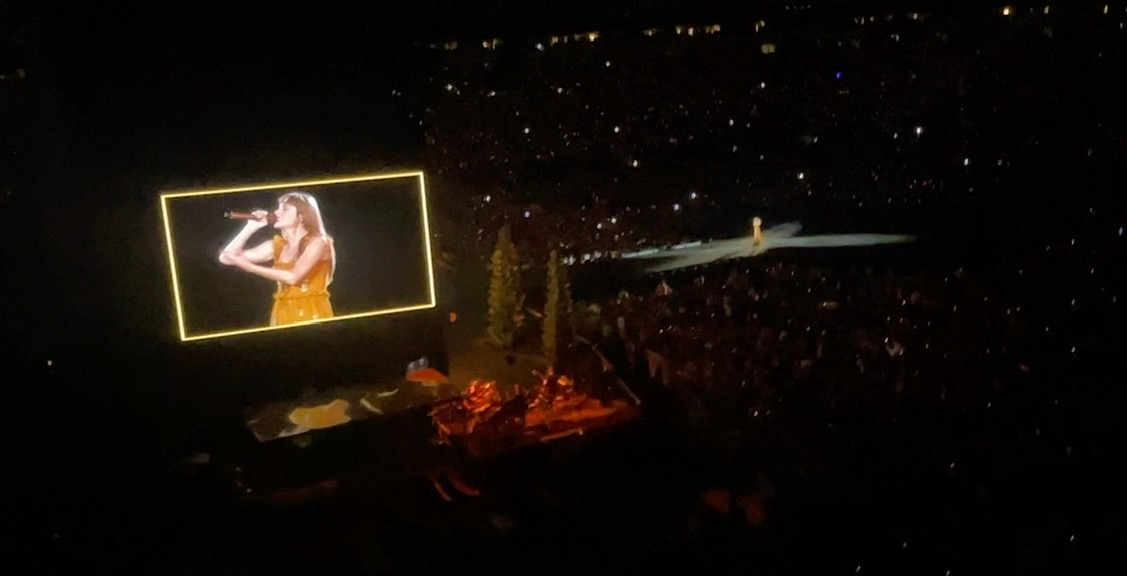
Тейлор Свіфт виконує «'Tis the Damn Season» під час The Eras Tour.

Композиція увійшла в тимчасовий сет-лист The Eras Tour як частина розділу Evermore. Під час зйомок Taylor Swift: The Eras Tour в Лос-Анджелесі пісня була замінена на «No Body, No Crime», через що вона не увійшла до фільму. Після виходу альбому The Tortured Poets Department композиція була виключена з сет-листу. 

## Чарти
| Чарт (2020—2021)                 | Найвища позиція |
| -------------------------------- | --------------- |
| Австралія (ARIA)                 | 24              |
| Канада (Canadian Hot 100)        | 13              |
| Billboard Global 200             | 23              |
| Португалія (AFP)                 | 101             |
| США (Billboard Hot 100)          | 39              |
| США (Hot Rock Songs) (Billboard) | 6               |

## Сертифікації
| Регіон                                                      | Сертифікація | Продажі |
| ----------------------------------------------------------- | ------------ | ------- |
| Австралія (ARIA)                                            | Золотий      | 35 000  |
| Велика Британія (BPI)                                       | Срібний      | 200 000 |
| продажі+прослуховування, що базуються лише на сертифікаціях |              |         |